# Фахрутдинов, Рустям Гусманович
Рустям Гусманович Фахрутдинов (5 сентября 1963 года, Зеленодольск, Татарская АССР, РСФСР, СССР) — советский и российский футболист, нападающий. Известен по выступлениям в высшей лиге России за футбольные клубы «Крылья Советов» (Самара) и «КАМАЗ» (Набережные Челны). Пробовался в московском «Спартаке».
Лучший футболист Самары 1991 года по опросу газеты «Игра». Фахрутдинов является автором первого гола «Крыльев» в чемпионатах России — 9 апреля 1992 года на 16 минуте домашнего матча против московского «Асмарала» (1:2) он открыл счёт.

## Достижения
- 2009 — Заслуженный ветеран ФК «Крылья Советов».